# 657 v. Chr.
Portal Geschichte | Portal Biografien | Aktuelle Ereignisse | Jahreskalender | Tagesartikel

◄ |
8. Jahrhundert v. Chr. |
7. Jahrhundert v. Chr. |
6. Jahrhundert v. Chr. |
►

◄ | 670er v. Chr. | 660er v. Chr. | 650er v. Chr. | 640er v. Chr. |
630er v. Chr. |
►

◄◄ | ◄ | 660 v. Chr. | 659 v. Chr. | 658 v. Chr. | 657 v. Chr. |
656 v. Chr. |
655 v. Chr. |
654 v. Chr. |
► |
►►

## Ereignisse

### Politik und Weltgeschehen
- um 657/656: Kypselos vertreibt die Bakchiaden und übernimmt die Herrschaft in Korinth.

### Wissenschaft und Technik
- 11. Regierungsjahr des babylonischen Königs Šamaš-šuma-ukin (657 bis 656 v. Chr.): Im babylonischen Kalender fiel das babylonische Neujahr des 1. Nisannu auf den 11.–12. März[1]; der Vollmond im Nisannu auf den 24.–25. März[1] und der 1. Tašritu auf den 3.–4. Oktober[1].[2]
- 12. Regierungsjahr des assyrischen Königs Aššur-bāni-apli (657 bis 656 v. Chr.): Assyrische Schreiber protokollieren ihre Beobachtungsergebnisse der Mondfinsternis vom 17. September[1] (15. Ululu II).